# Chacenay
Chacenay település Franciaországban, Aube megyében. Lakosainak száma 52 fő (2022. január 1.). Chacenay Bertignolles, Éguilly-sous-Bois, Loches-sur-Ource, Noé-les-Mallets és Viviers-sur-Artaut községekkel határos.

## Népesség
A település népességének változása:
| Lakosok száma | 72   | 78   | 68   | 62   | 48   | 46   | 49   | 51   | 52   | 52   |
|               | 1968 | 1982 | 1990 | 2006 | 2013 | 2015 | 2017 | 2019 | 2020 | 2022 |